# Otto Lebert
Otto Lebert (* 23. März 1911 in Mannheim; † 25. Juni 1999) war ein hessischer Politiker (CDU) und Abgeordneter des Hessischen Landtags.

## Ausbildung und Beruf
Otto Lebert machte nach dem Abschluss der Volksschule und der Handelsschule eine kaufmännische Lehre und arbeitete als Angestellter im Versicherungsinnendienst, im Außendienst als technischer Inspektor und als Verwaltungsstellenleiter. 1940 bis 1945 leistete er Kriegsdienst und geriet in Kriegsgefangenschaft. Seit 1949 arbeitet er als selbständiger Versicherungskaufmann.

## Politik
Otto Lebert ist seit 1952 Mitglied der CDU und war für seine Partei von 1960 bis 1964 Stadtverordneter in Marburg an der Lahn. Vom 15. April 1962 bis zum 30. November 1962 und vom 19. Oktober 1965 bis zum 30. November 1966 war er Mitglied des Hessischen Landtags.